# Rajella nigerrima
Rajella nigerrima és una espècie de peix de la família dels raids i de l'ordre dels raïformes.

## Morfologia
- Les femelles poden assolir 27,3 cm de longitud total.[3]

## Reproducció
És ovípar i les femelles ponen càpsules d'ous, les quals presenten com unes banyes a la closca.

## Hàbitat
És un peix marí i d'aigües profundes que viu entre 780–960 m de fondària.

## Distribució geogràfica
Es troba a l'oceà Pacífic sud-oriental: el Perú i Xile.

## Observacions
És inofensiu per als humans.